# Jüdische Kultur im islamischen al-Andalus

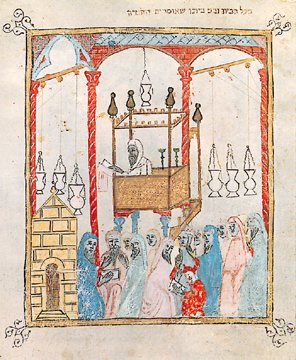
Ein Kantor trägt die Pessach-Geschichte vor. Haggada von Barcelona, 14. Jh.

Die Jüdische Kultur erlebte in al-Andalus, dem von 711 bis 1492 muslimisch beherrschten Teil der iberischen Halbinsel, eine Periode kultureller und wirtschaftlicher Blüte. Al-Andalus wurde zu einem Zentrum jüdischen Lebens im europäischen Mittelalter, in dem sich eine der stabilsten und wohlhabendsten jüdischen Gesellschaften ihrer Zeit entwickelte. Eine Anzahl bedeutender jüdischer Gelehrter ging aus dieser Gesellschaft hervor.

## Geschichtlicher Überblick
Ähnlich wie in anderen Regionen während der Islamischen Expansion standen die neuen muslimischen Herrscher nach der Eroberung großer Teile der Iberischen Halbinsel vor der Aufgabe, ihre Herrschaft über eine noch mehrheitlich nicht-islamische Bevölkerung zu festigen und das Zusammenleben von Muslimen, Juden und Christen entsprechend dem islamischen Recht zu gestalten. Zeiten relativer Toleranz wechselten mit solchen stärkerer Unterdrückung ab. Der Beginn des „Goldenen Zeitalters“ wird deshalb entweder mit der Eroberung durch die Umayyaden 711–18 oder dem Beginn der Herrschaft Abd ar-Rahmans III. 912 angesetzt, sein Ende mit dem Ende des Kalifats von Córdoba 1031, dem Massaker von Granada 1066, der Invasion der Almorawiden 1090 oder der Almohaden Mitte des 12. Jahrhunderts gleichgesetzt. 'Abd al-Rahmans Leibarzt und Hofbeamter war Hasdai ibn Shaprut, der Lehrer von Menachem ben Saruq und Dunasch ben Labrat. Zu den jüdischen Gelehrten dieser Zeit zählen Schmuel ha-Nagid, Moses ibn Esra, Solomon ibn Gabirol, Jehuda ha-Levi. In seiner Regierungszeit wurde Mosche ben Hanoch zum Rabbiner von Córdoba ernannt. In der folgenden Zeit wurde die Stadt zu einem Zentrum der Talmud-Wissenschaft und zum Treffpunkt jüdischer Gelehrter.
Mit dem Tod von Al-Hakam (II.) Ibn Abd-ar-Rahman 976 war das Kalifat in Auflösung begriffen, und die Stellung der Juden wurde in den Nachfolgestaaten, den Taifa-Königreichen, kritischer. Ein erstes großes Pogrom fand 1066 in Granada statt. Am 30. Dezember dieses Jahres stürmte eine Menge von Muslimen den Kalifenpalast und ermordete einen großen Teil der jüdischen Bevölkerung der Stadt. Der jüdische Wesir Joseph ibn Naghrela wurde gekreuzigt. Mehr als 1.500 jüdische Familien, rund 4.000 Personen, wurden ermordet.
Nach 1090 spitzte sich die Situation der Juden weiter zu, als die strenggläubige islamische Berber-Dynastie der Almorawiden von Marokko aus al-Andalus besetzte. Dennoch gelang es einigen Juden, ihre Stellung unter den Almorawidenherrschern Yusuf ibn Tashfin und dessen Sohn Ali III. zu behaupten: Der Arzt und Dichter Abu Ayyub Solomon ibn al-Mu'allam, sowie Abraham ibn Meïr ibn Kamnial, Abu Isaac ibn Muhajar und Solomon ibn Farusal dienten als Wesire (hebräisch Nasi). 1148 wurden die Almorawiden von den noch strenggläubigeren Almohaden verdrängt. Unter deren Herrschaft verließen viele Juden und sogar Muslime die islamisch beherrschten Gebiete von al-Andalus, manche fanden Zuflucht im 1085 von Alfons VI. von León eroberten Toledo.
Der berühmte jüdische Philosoph Moses Maimonides (1135–1204) sah sich gezwungen, aus al-Andalus zu fliehen, um seiner Zwangsbekehrung zu entkommen. Er schrieb in seinem „Brief in den Jemen“:

„Liebe Brüder, wegen unserer vielen Sünden hat uns der Höchste unter dieses Volk, die Araber, geworfen, die uns schlecht behandeln. Sie erlassen Gesetze zum Zweck unserer Bedrückung und um uns verächtlich zu machen. [...] Nie war ein Volk, das uns so sehr hasste, demütigte und verachtete wie dieses.“

Nach der Reconquista ordneten die Katholischen Könige im Alhambra-Edikt vom 31. März 1492 die Vertreibung der Juden aus Kastilien und Aragón zum 31. Juli 1492 an, sofern sie bis dahin nicht zum Christentum übergetreten waren. Danach wanderten viele sephardische Juden aus Spanien aus, nach 1496/97 auch aus Portugal, und fanden im Osmanischen Reich Zuflucht, wo sie durch ein Dekret Sultan Bayezids II. willkommen geheißen wurden.

## Jüdisches Leben in al-Andalus
Die jüdische Bevölkerung der Iberischen Halbinsel wuchs durch Zuwanderung aus den islamisch eroberten Gebieten Nordafrikas im Lauf des 8. Jahrhunderts stark an. Die Regierungszeit Abd ar-Rahmans III. ab 912 und seines Sohnes Al-Hakam II. markiert eine Periode größerer Toleranz. Im Kalifat von Córdoba entstanden bedeutende Werke jüdischer Philosophen, Mathematiker, Astronomen, Dichter und rabbinischer Gelehrter. Vor allem die jüdische Bevölkerung gelangte durch Wissenschaft, Handel und Gewerbe zu Wohlstand. Jüdische Kaufleute (Radhaniten) vermittelten den Handel zwischen dem christlichen Europa und der islamischen Welt, und gelangten zu Wohlstand.
Als „Dhimmi“, „Schutzwürdige“, waren Juden in der islamischen Welt verpflichtet, die Kopfsteuer (Dschizya) zu zahlen. Juden besaßen ihre eigene Gerichtsbarkeit und soziale Unterstützungssysteme. Angehörige monotheistischer Schriftreligionen wurden toleriert, die öffentliche Ausübung ihres Glaubens war ihnen zumeist nicht gestattet. Verglichen mit den christlichen Ländern waren Juden in der mittelalterlichen islamischen Welt besser in das politische und wirtschaftliche Leben integriert, und waren während langer Zeiträume auch weniger Gewalt ausgesetzt.

## Heutige Einschätzung

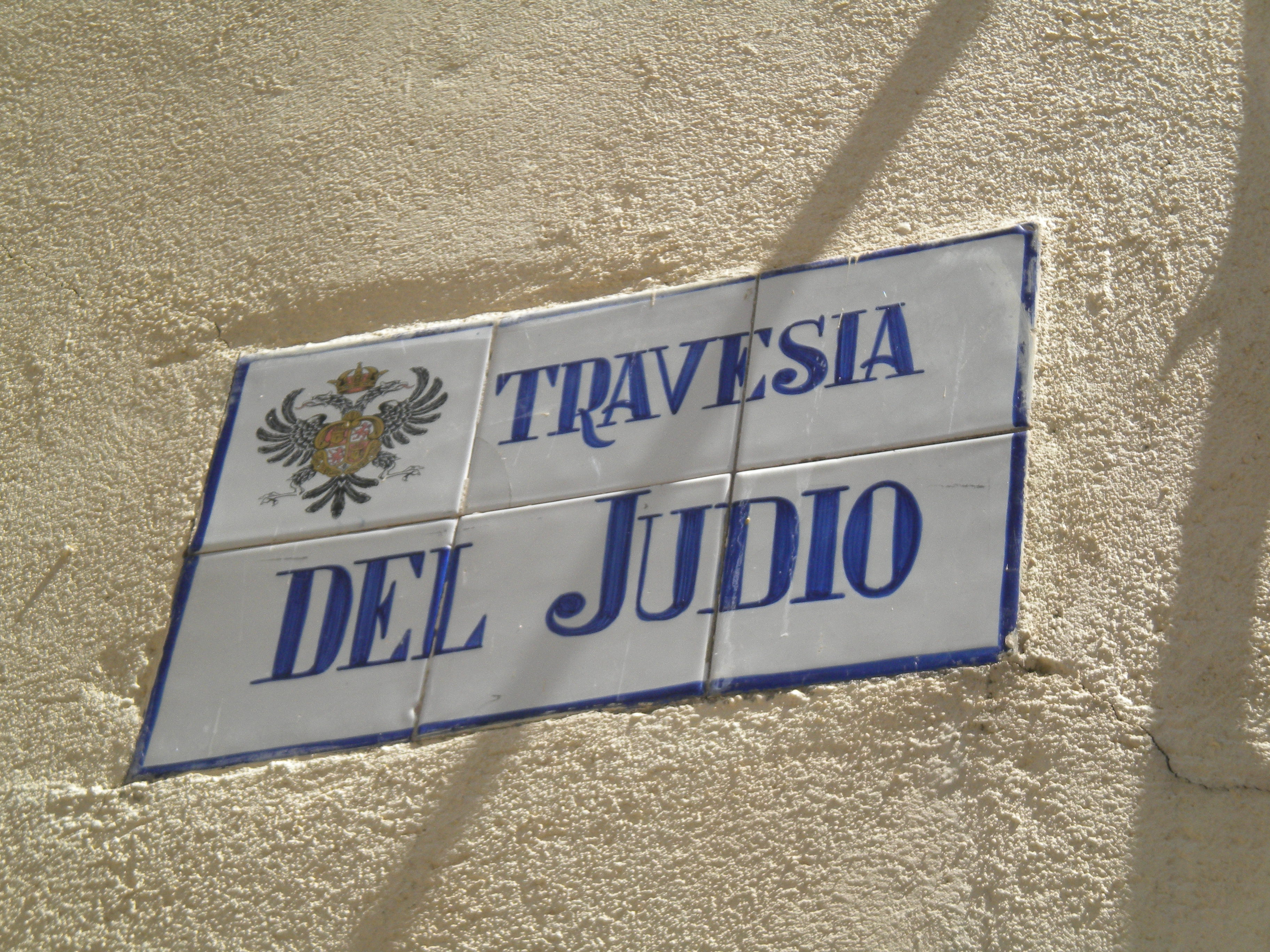
Straßenschild in Toledo

Die Gesellschaftsstruktur in al-Andalus wird im Hinblick auf ihre religiöse Toleranz kontrovers diskutiert. Mendoza beschreibt die Toleranz als „der al-andalusischen Gesellschaft innewohnend“. Menocal führt aus, dass der den Angehörigen der Schriftreligionen im islamischen Recht gewährte Status des „Schutzbefohlenen“ (Dhimma) den Juden unter islamischer Herrschaft mehr Freiheiten gewährt habe, als sie in den christlichen Gesellschaften Europas genossen hätten. Demzufolge seien Juden aus anderen Regionen dorthin eingewandert, wo sie nicht nur toleriert wurden, sondern weitgehende religiöse und wirtschaftliche Freiheiten genießen konnten, mit der Ausnahme des Verbots der Missionierung. Dieser Ansicht widerspricht Lewis als unhistorisch und übertrieben. Er schreibt, dass die Idee der Gleichheit der Bekenntnisse „eine sowohl theologische als auch logische Absurdität“ bedeute. Er führt aus:

„Generell war es Juden erlaubt, ihre Religion und ihr Leben nach den Gesetzen ihrer Gemeinschaft zu führen. Darüber hinaus waren die Einschränkungen, denen sie unterworfen waren, eher sozialer und symbolischer Natur als greifbar und praktisch. Die Regeln dienten sozusagen dazu, das Verhältnis zwischen den beiden Gemeinschaften zu definieren, nicht so sehr, um die Juden zu unterdrücken.“

Der US-amerikanische Historiker David Nirenberg kritisiert die Idee der „convivencia“, des friedlichen Zusammenlebens der Religionen, und beschreibt, dass „Gewalt ein zentraler und systematischer Aspekt der Koexistenz von Mehrheit und Minderheit im mittelalterlichen Spanien“ gewesen sei. Der spanische Mittelalterforscher Eduardo Manzano Moreno schrieb, dass das Konzept der „convivencia“ aus den Quellen nicht abzuleiten sei („el concepto de convivencia no tiene ninguna apoyatura histórica“). Es seien kaum Quellen aus der Zeit des Kalifats von Córdoba bekannt, die das Zusammenleben von Juden und Christen behandelten, was „angesichts des enormen Gewichts des Topos der Convivencia für manche schockierend sein könne“ („[...] quizá pueda resultar chocante teniendo en cuenta el enorme peso del tópico convivencial.“) Manzano führt die Entstehung dieses Mythos auf den spanischen Philologen Américo Castro (1885–1972) zurück, da dieser seine Behauptungen nicht aus den zeitgenössischen Quellen habe belegen können. Darío Fernández-Morera kritisierte 2006 ebenfalls das moderne Verständnis von al-Andalus als toleranter Gesellschaft mit weitgehender Chancengleichheit für Angehörige aller Religionen. Juden, Muslime und Christen hätten in Unruhe zusammengelebt, die eher von Abgrenzung und gegenseitigen Anfeindungen geprägt gewesen sei. Während des Massakers von Granada sei die Zahl jüdischer Todesopfer weit höher gewesen als in den späteren Judenverfolgungen im Rheinland  Mark R. Cohen bezeichnete die „idealisierte interreligiöse Utopie“ als „Mythos“, der zuerst von jüdischen Historikern wie Heinrich Graetz im 19. Jahrhundert aufgebracht worden sei, um die christlichen Gesellschaften zu kritisieren. Diesem Mythos begegne die „Gegenlegende“ einer „neo-rührseligen jüdisch-arabischen Geschichte“ der Autorin Bat Yeʾor und anderer, die „im Licht der geschichtlichen Realität nicht aufrecht erhalten werden können“.

## Bedeutende Persönlichkeiten

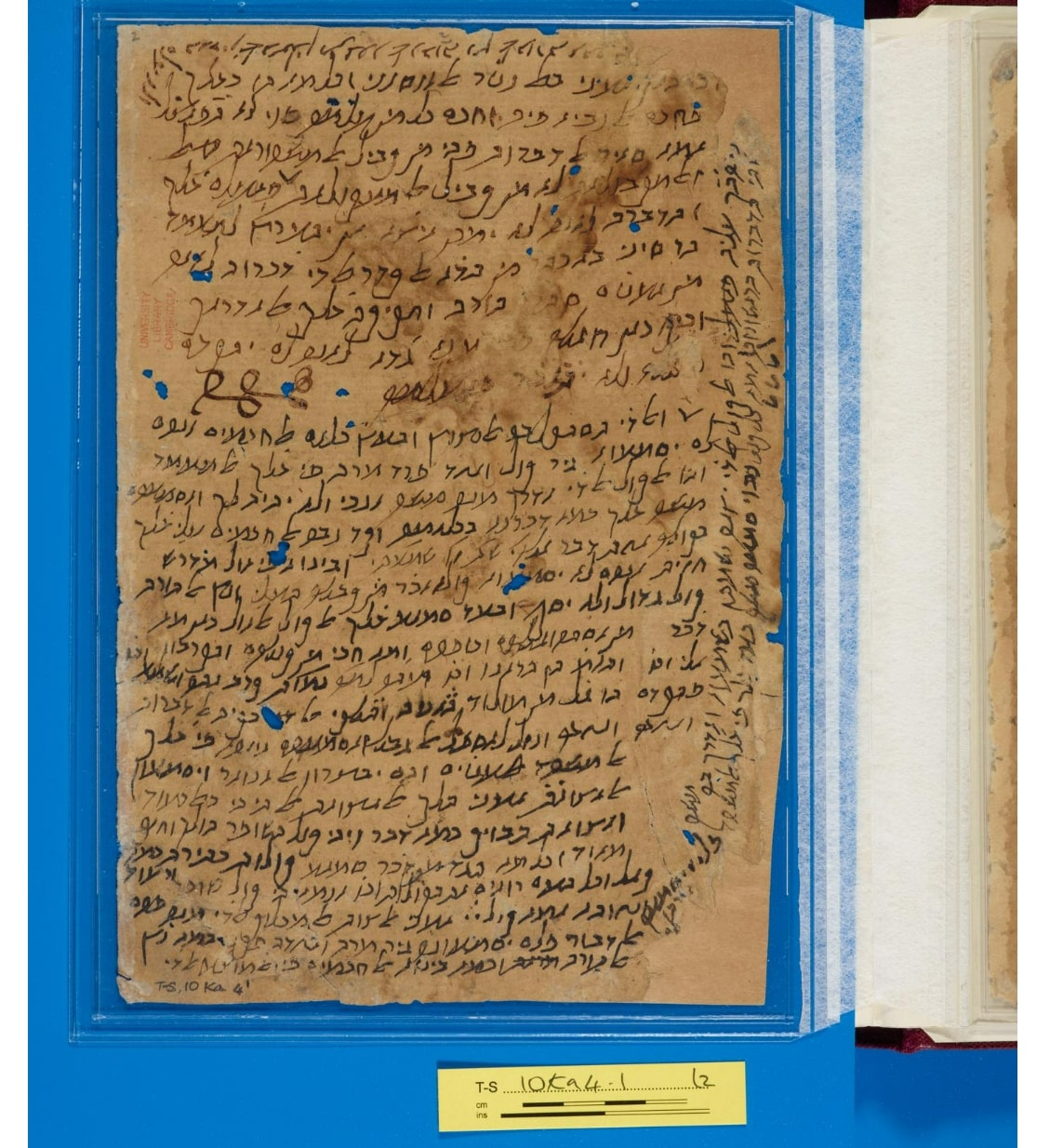
Manuskriptseite von Maimonides. Arabisch in Hebräischer Schrift

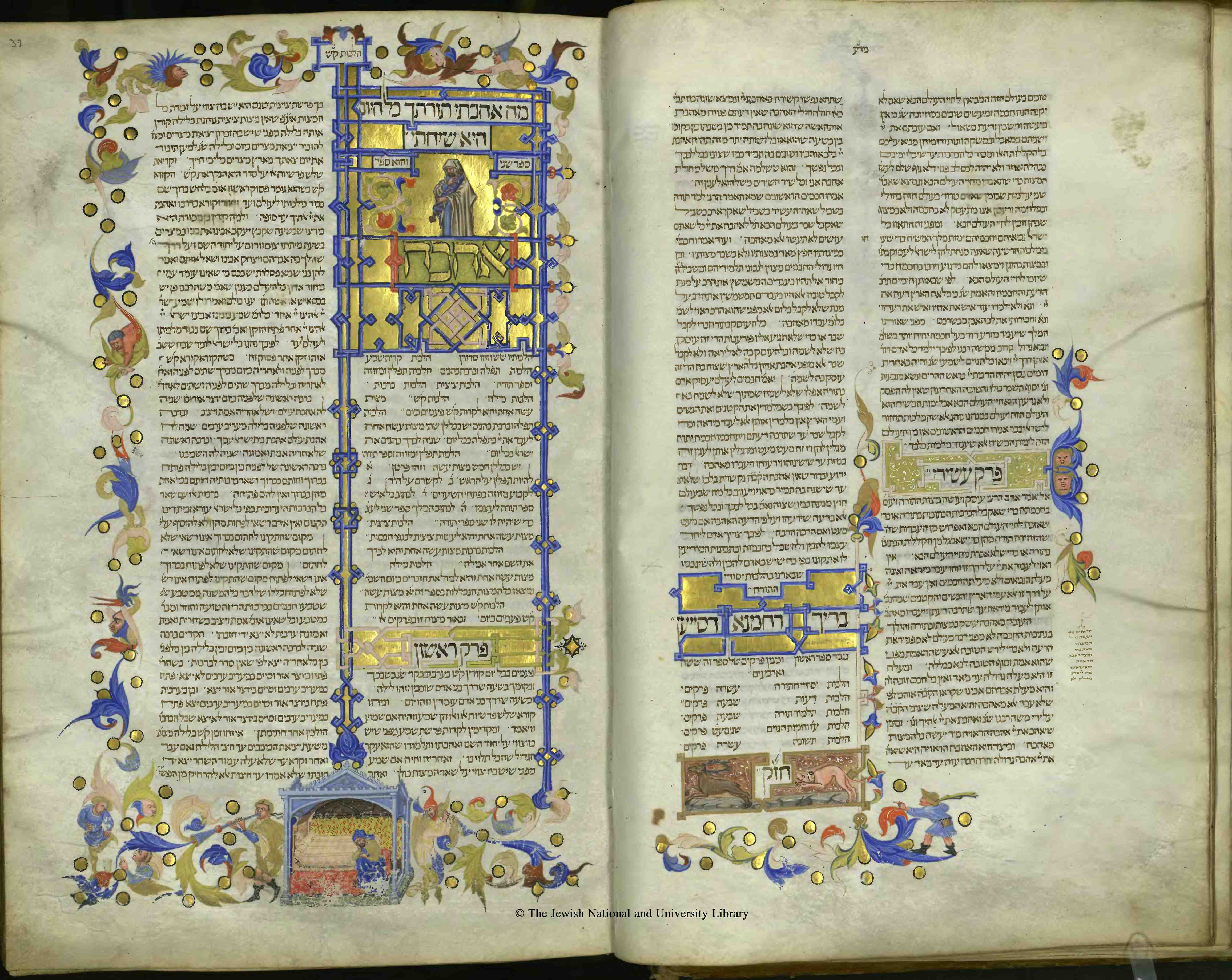
Mischne Tora des Maimonides, 1180, spanische Kopie, ca. 1400 in Perugia illuminiert.

Weitere bedeutende jüdische Persönlichkeiten aus al-Andalus waren:
- Abu al-Fadl ibn Hasda, Philosoph und Wesir in Saragossa
- Abu Ruiz ibn Dahri kämpfte im Krieg gegen die Almohaden.
- Bachja ibn Pakuda, Philosoph und Verfasser von Pijjutim; Hauptwerk Kitāb al-Hidāya ilā Farā'iḍ al-Qulūb, 1161 von Jehuda ibn Tibbon unter dem Titel Chowot ha-Lewawot („Pflichten der Herzen“) ins Hebräische übersetzt.
- Bischof Bodo (Eleazar), fränkischer Diakon am Hof Ludwigs des Frommen, konvertierte 838 in Córdoba zum jüdischen Glauben.[18]
- Dunasch ben Labrat (920–990), Dichter
- Isaac ibn Albalia, Astronom und Rabbiner in Granada
- Jekuthiel ibn Hasan, Minister in Saragossa
- Joseph ibn Hasdai, Dichter, Vater von Abu l-Fadl ibn Hasdai
- Josef ibn Migasch, Nachfolger Isaak Alfasis als Rabbiner in Lucena
- Maimonides, Rabbiner, Arzt und Philosoph
- Menachem ben Saruq
- Nachmanides
- Solomon ibn Gabirol, Dichter und Philosoph
- Moses ben Hanoch
- Jehuda ha-Levi, Dichter und Philosoph
- Abraham ibn Esra, Rabbiner und Dichter
- Moses ibn Esra, Dichter und Philosoph
- Benjamin von Tudela, Forschungsreisender
- Schmuel ha-Nagid, Wesir und Dichter
- Hasdai ibn Schaprut, Leibarzt und Diplomat
- Jehuda ibn Tibbon, Übersetzer